# Aureilhan (Landes)
Aureilhan ist eine französische Gemeinde mit 1117 Einwohnern (Stand 1. Januar 2022) im Département Landes in der Region Nouvelle-Aquitaine (vor 2016: Aquitanien). Sie gehört zum Arrondissement Mont-de-Marsan und zum Kanton Côte d’Argent.
Der Name in der gascognischen Sprache lautet Aurelhan. Er leitet sich vom lateinischen Vornamen Aurelius ab.
Die Einwohner werden Aureilhanais und Aureilhanaises genannt.

## Geographie
Die Gemeinde Aureilhan liegt in den Landes de Gascogne, dem größten Waldgebiet Frankreichs, ca. 70 Kilometer nordwestlich von Mont-de-Marsan und ca. 3 Kilometer nordöstlich von Mimizan im Landstrich Pays de Born in der historischen Provinz Gascogne.
Umgeben wird Aureilhan von den Nachbargemeinden:
|         | Sainte-Eulalie-en-Born                      |                    |
| Mimizan | Kompassrose, die auf Nachbargemeinden zeigt | Saint-Paul-en-Born |
|         | Mimizan                                     |                    |

Aureilhan liegt im Einzugsgebiet des Küstenflusses Courant de Mimizan am gleichnamigen See.
Nebenflüsse des Courant de Mimizan, die den See speisen, fließen durch das Gebiet der Gemeinde,
- der Ruisseau d’Escource mit seinen Zuflüssen,
  - dem Ruisseau de Mondroung,
  - dem Ruisseau du Pont de la Ville, der in Aureilhan entspringt,
  - dem Ruisseau de Gentas, der in Aureilhan entspringt,
  - dem Ruisseau de la Forge-Pontenx und

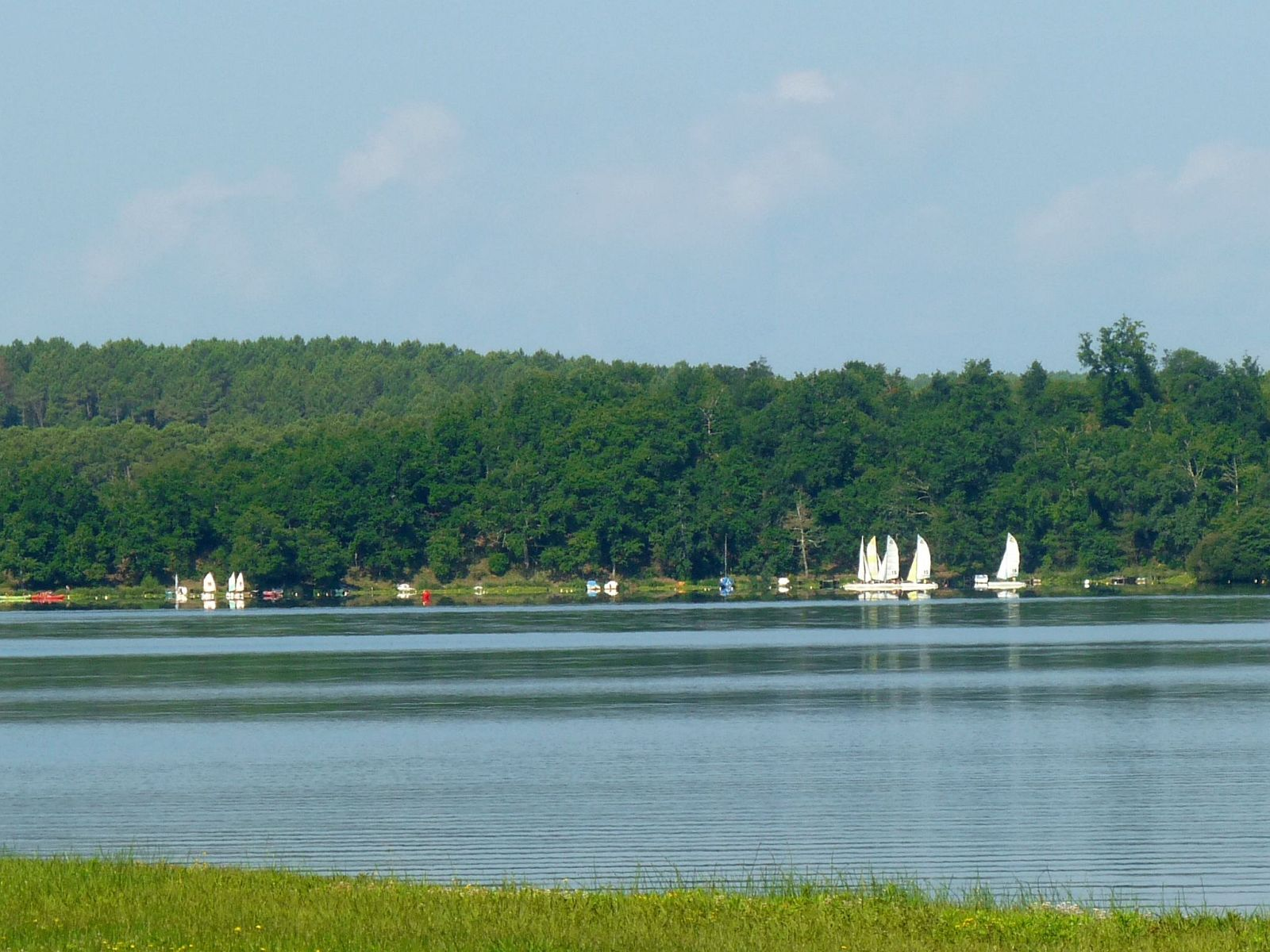
Blick auf den See von Aureilhan

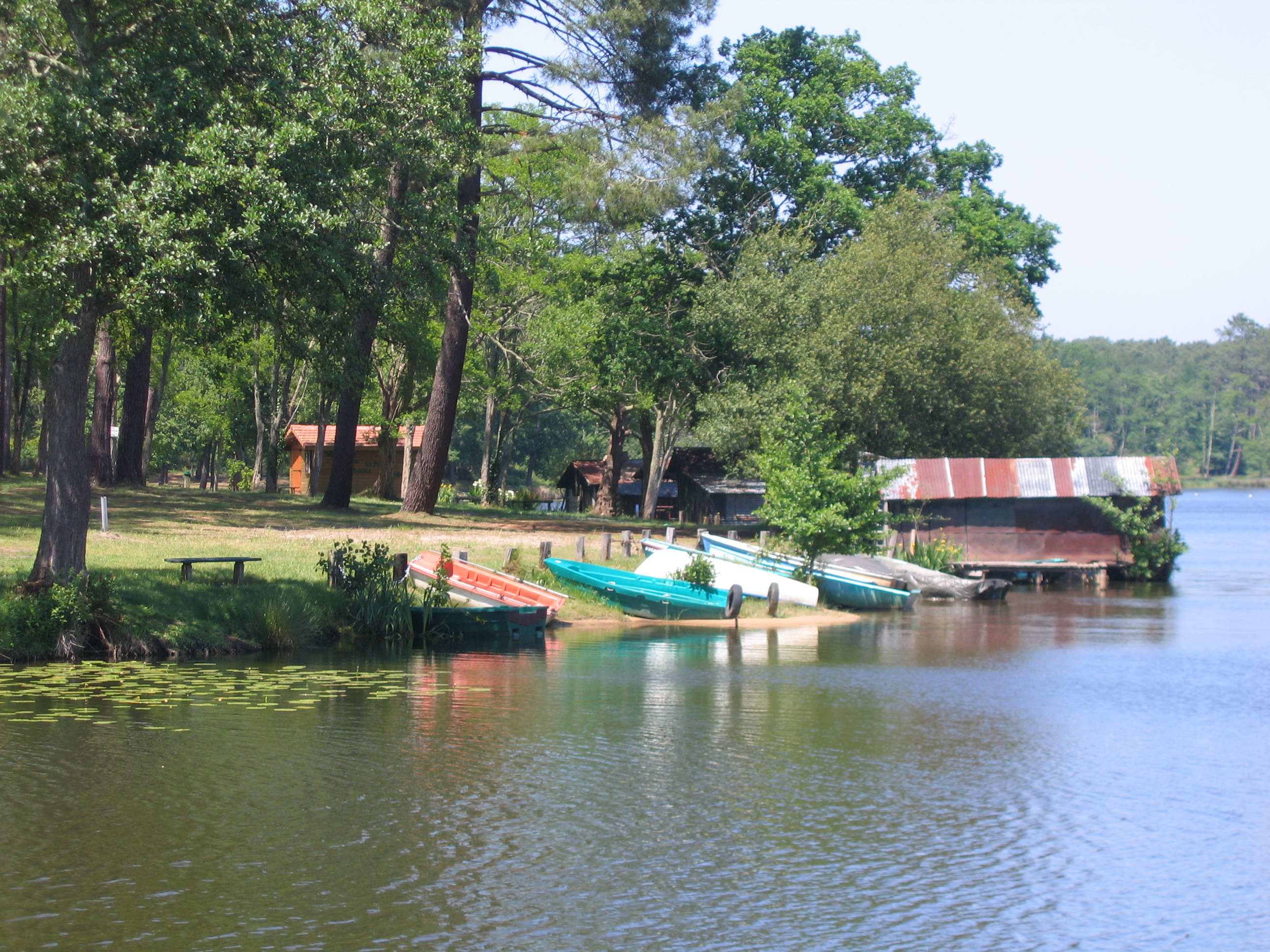
Boote am Seeufer

  - dem Ruisseau du Plaisir, und
- der Ruisseau de Capit.[4]

## Geschichte
Der Fund von Überbleibseln aus der gallorömischen Zeit lässt auf eine Besiedelung in der Antike schließen. Es ist möglich, dass das Dorf an der Römerstraße lag, die Bordeaux mit Dax verband. Die erstmalige Erwähnung erfolgte im 13. Jahrhundert in einer Urkunde des englischen Königs, der die Errichtung einer Wassermühle zwischen dem See und dem Meer erlaubte. Das Dorf stand lange Zeit unter dem Einfluss von Mimizan, es gab kein echtes Zentrum. Seine Entwicklung bekam im 18. Jahrhundert einen Schub, als sich zahlreiche Winzerfamilien hier niederließen. Im folgenden Jahrhundert siedelten sich mehrere Fabriken an, darunter eine Ziegelei und einen Betrieb zur Aufbereitung von Harz.

### Einwohnerentwicklung
Nach Beginn der Aufzeichnungen stieg die Einwohnerzahl bis zu den 1870er Jahren auf einen ersten Höchststand von rund 400 Einwohnern. In der Folge schrumpfte die Bevölkerung bis zu den 1930er Jahren allmählich auf rund 310 Einwohnern. In der Folgezeit nahm eine dynamische Wachstumsphase ihren Anfang, die heute noch andauert und neue Höchststände ergibt.
| Jahr      | 1962 | 1968 | 1975 | 1982 | 1990 | 1999 | 2006 | 2010 | 2022  |
| --------- | ---- | ---- | ---- | ---- | ---- | ---- | ---- | ---- | ----- |
| Einwohner | 408  | 452  | 482  | 504  | 562  | 640  | 831  | 946  | 1.117 |

## Sehenswürdigkeiten

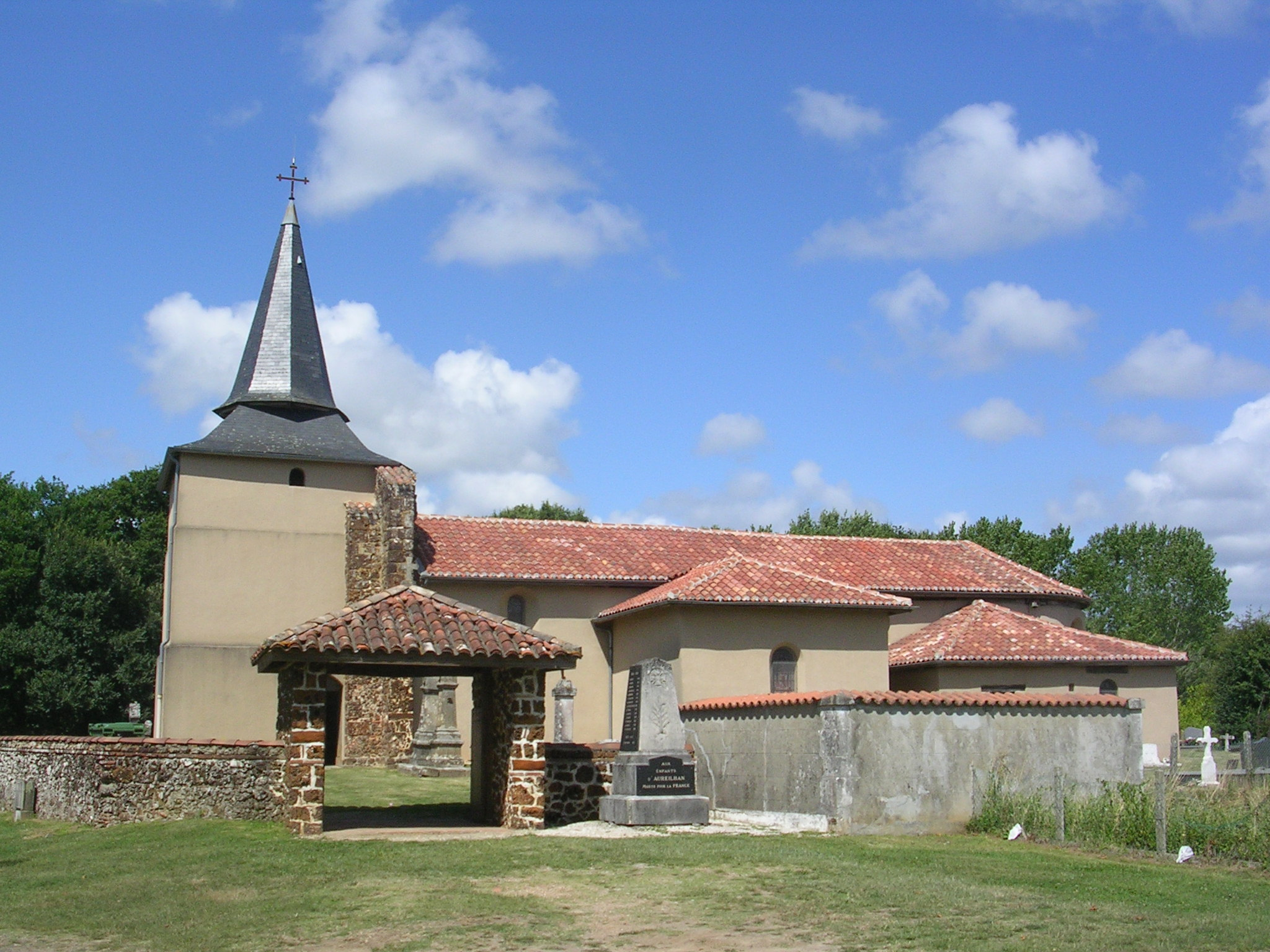
Pfarrkirche Saint-Mommolin

- Pfarrkirche, geweiht dem heiligen Mummolenus, dem zweiten Abt der Abtei von Fleury im 7. Jahrhundert. Vom im 12. Jahrhundert am Seeufer errichteten Bauwerk hat nur die Apsis die Jahrhunderte überdauert. Im 15. Jahrhundert wurde ein Glockenturm hinzugefügt, der mit seinen sehr dicken Mauern und den eingelassenen Schießscharten auch eine militärische Funktion ausfüllen sollte. Im 19. Jahrhundert fanden mehrere Instandsetzungsarbeiten statt, bezüglich des Dachs in den Jahren 1810, 1846 und 1888 und bezüglich des Glockenturms im Jahr 1896. Die Kirche besteht aus einem Langhaus mit einem Hauptschiff, das mit einer halbrunden Apsis verlängert wird. Zwei Seitenkapellen, die sich durch Korbbögen öffnen, bilden ein falsches Transept. Die Decken sind als Täfelung gearbeitet, die Wände aus eisenhaltigem Sandstein gemauert, Garluche genannt, der typisch für die Landes ist. Der westliche Eingang zum Innenraum besitzt eine Spitzbogenform mit drei Archivolten. Eine Tür auf der Südseite mit Segmentbogen gewährt den Zutritt zur Vorhalle, in dem ein Träger über vier Metern Länge geometrische Motive (Kreuz, Rosetten, Zylinder, untergehende Sonnen, Winkel), Fischschuppen und Schwertlilien als Reliefs zeigt. Der Stil dieser Ornamente spiegelt die Volkskunst des 15. und 16. Jahrhunderts wider. Drei Glasfenster sind Werke des Glasmalers Gustave Pierre Dagrant aus Bordeaux aus dem Jahre 1895.[8][9] Das erste Fenster, das von einem Gemälde des französischen Malers Jean Jouvenet inspiriert wurde, illustriert den Besuch Jesu bei Martha und Maria. Jesus wendet seinen Blick Maria zu, die ihm zuhört, während Martha sich abgewendet mit häuslichen Tätigkeiten zu beschäftigen scheint. Die Farben Marias Gesicht sind leuchtender als bei den beiden anderen Personen, möglicherweise ein Zeichen, dass das Fenster im 20. Jahrhundert übermalt wurde.[10] Das zweite Fenster zeigt Vinzenz von Paul als Kopie einer Gravur von Alfred-André Géniole. Der Heilige, der für seine Wohltätigkeit gegenüber Armen und Waisen verehrt wird, trägt sein Habit und ist umringt von Kindern und im Stich gelassenen Neugeborenen.[11] Das dritte Fenster zeigt eine Darstellung von Vicenta María López y Vicuña. Sie ist mit einem roten Tuch bekleidet und hält die Märtyrerpalme in ihrer linken und eine Pflanzenkrone in ihrer rechten Hand. Die Landschaft im Hintergrund zeigt antike Bauten. Nach dem letzten Ausbau ist das Fenster seitenverkehrt wieder eingesetzt worden und die bemalte Seite zeigt seitdem nach außen.[12] Die Kirche birgt eine Büste des heiligen Mummolenus aus Holz, die aus dem 18. Jahrhundert datiert. Er wird bärtig dargestellt, mit der Mitra und dem goldfarbenen Chorhemd eines Bischofs. Die Legende besagt, dass der Heilige zur Einsiedelei nach Aureilhan kam. Die Büste ist seit dem 17. Dezember 2001 als Monument historique klassifiziert.[13][14] Viele weitere Ausstattungsgegenstände stammen aus dem 18. bis 20. Jahrhundert und sind als nationale Kulturgüter registriert.[9]

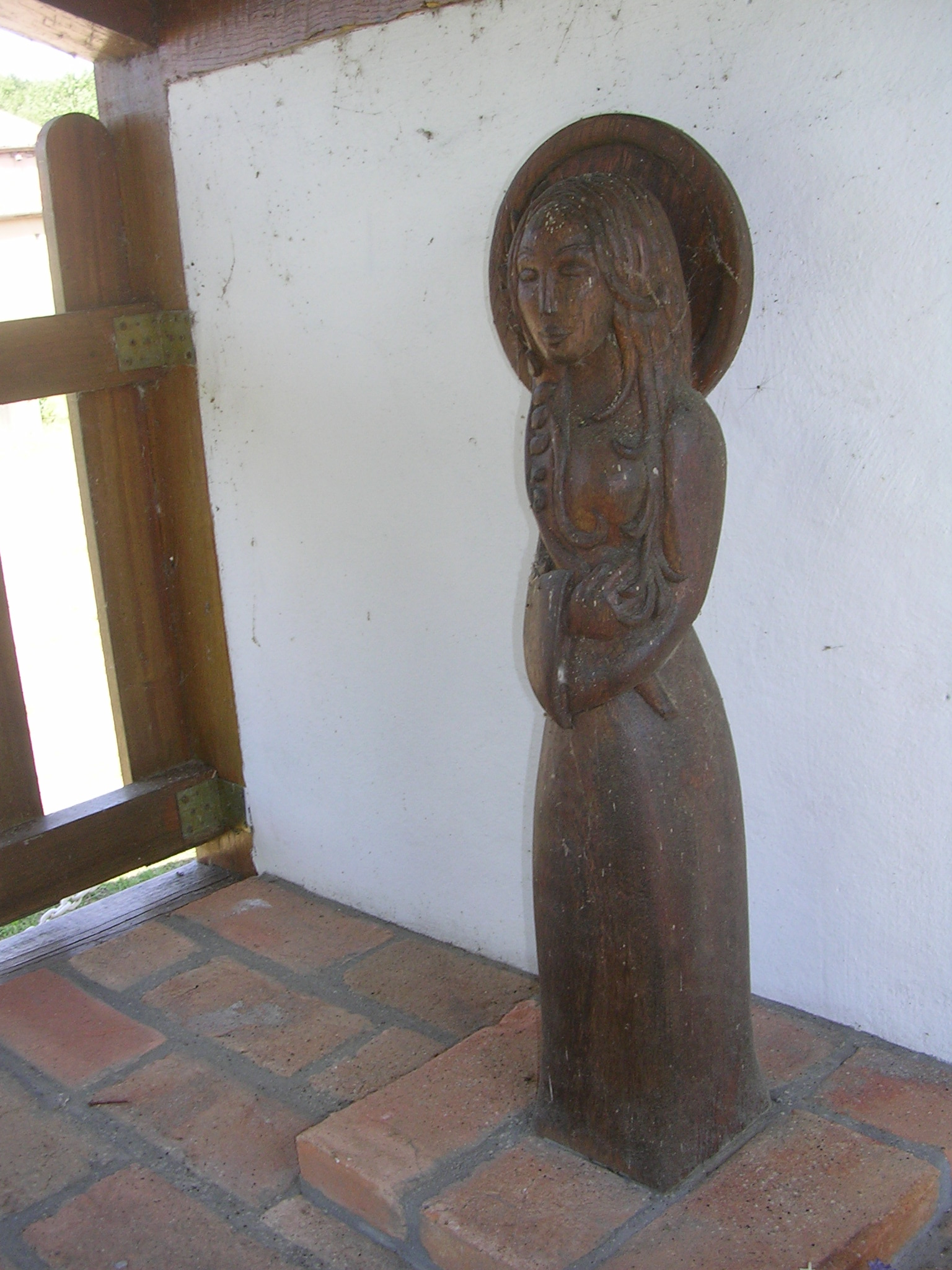
Statue der heiligen Rufina an der gleichnamigen Quelle

- Quelle der heiligen Rufina. Sie befindet sich in der Nähe der Pfarrkirche von Aureilhan und wurde einst wegen einer ihr zugesprochenen Heilkraft bei Hautkrankheiten verehrt. Mütter haben sie in früheren Zeiten aufgesucht, um Milchschorf bei ihren Säuglingen zu heilen. Sie tauchten ein Taschentuch in das Wasser, applizierten es auf die Hautstellen und ließen das Taschentuch anschließend auf der Stelle liegen. Das Wasser wurde auch bei anderen Hautkrankheiten, wie Ekzeme und Akne, angewendet. Das Ritual schrieb vor, sich während neun Tagen mit nüchternem Magen mit dem Wasser einzureiben, ein Ave Maria Maria aufzusagen und vor der Statue der Heiligen zu beten. Quelle und Statue befanden sich früher einer neo-mittelalterlichen Kapelle neben der Kirche. Beim Betreten war der Brunnen der Quelle zu sehen und die Statue ruhte auf einem Altar. Glasfenster der Kapelle erzählten Episoden aus dem Leben der Heiligen. 1955 zerstörte ein heftiges Unwetter die Kapelle. Nur der Brunnen widerstand, was die Einwohner als Wunder begriffen.[15]

- Gutshaus Darricau. Der General Augustin Darricau verlieh dem Anwesen seinen Namen. Er wurde 1773 in Tartas geboren und 1819 in Dax gestorben. Er war Nachkomme einer großen Linie von Grundbesitzern entlang des Sees von Aureilhan. Pierre Sargos, erster Bürgermeister von Mimizan, erstand das Anwesen von den Kindern des Generals Darricau. Er ließ das alte Gebäude abreißen und 1828 ein neues Gutshaus errichten.[16]

## Wirtschaft und Infrastruktur
Aureilhan profitiert heute vom Tourismus aufgrund seiner geografischen Lage am See und in der Nähe des Meeres.

### Bildung
Die Gemeinde verfügt über eine öffentliche Grundschule mit 62 Schülerinnen und Schülern im Schuljahr 2017/2018.

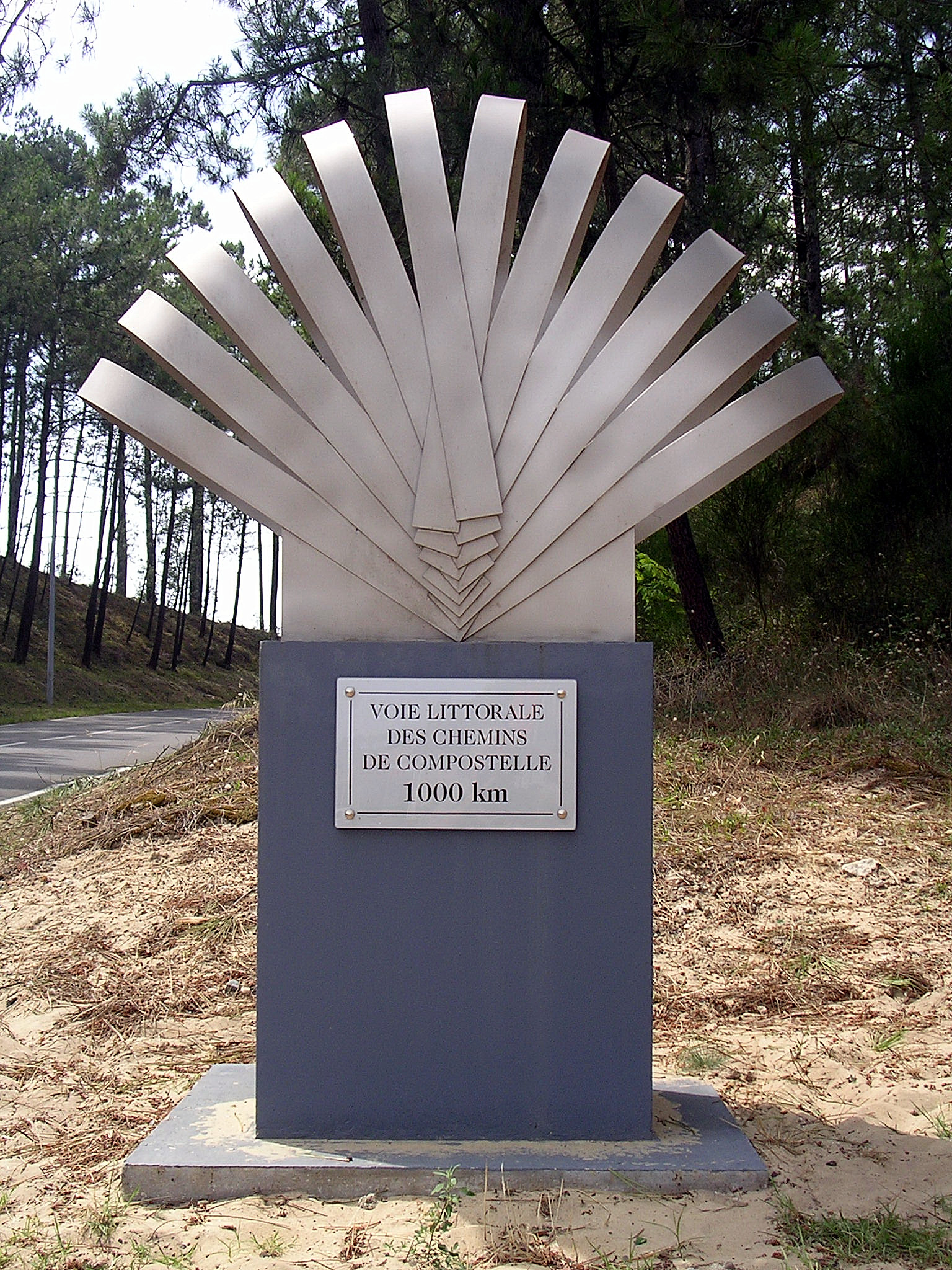
1000 km-Markstein des Voie de Soulac in Mimizan

### Sport und Freizeit
- Aureilhan liegt am Voie de Soulac, auch Voie du littoral genannt, einem Nebenweg für Pilger nach Santiago de Compostela. Er führt von Soulac-sur-Mer zur spanischen Grenze, wo er sich mit den Hauptwegen vereint.

- Der See von Aureilhan bietet vielfältigen Möglichkeiten für Wassersportler und Angler.

- Das Reitsportzentrum Lous Chivaus bietet für jedes Alter und für jedes Können Reitstunden und Ausritte an.

- Ein Wanderweg mit einer Länge von 7,6 km führt am See entlang zum Jagdschloss Woolsack des Hugh Grosvenor, 2. Duke of Westminster. Über eine App lassen sich Karten, Fotos, kleine Geschichten und Zeugnisse der Geschichte herunterladen und während der Wanderung offline aufrufen.

### Verkehr
Aureilhan ist erreichbar über die Routes départementales 329 und 626 (ehemalige Route nationale 626) und ist über eine Linie des Busnetzes XL’R mit Mimizan und Labouheyre verbunden. Labouheyre besitzt einen Haltepunkt der TER Aquitaine, einer Regionalbahn der staatlichen SNCF.